# Fenan Salčinović
Fenan Salčinović (wym. [fenan saltʃinoʋitɕ]; ur. 26 czerwca 1987 r. w Zenicy) – bośniacki piłkarz grający na pozycji skrzydłowego pomocnika. Może także występować, jako rozgrywający. Reprezentant Bośni i Hercegowiny U-21.
W 2009 roku został pozyskany przez Lecha Poznań, po czym od razu został wypożyczony do norweskiego Sandefjord Fotball. W 30 kwietnia 2010 roku klub rozwiązał z nim kontrakt.